# Dealul Chiciora

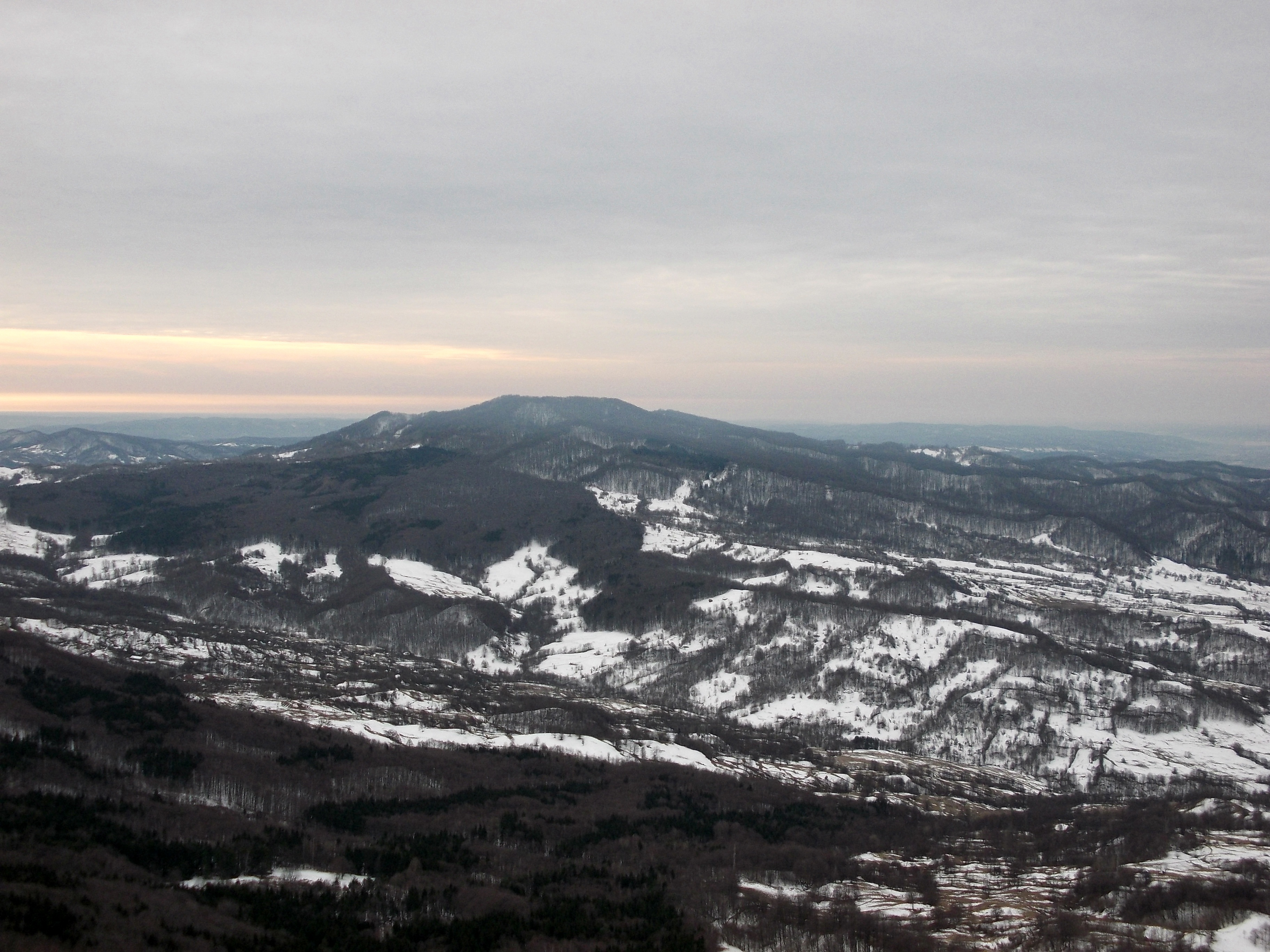
Dealul Chiciora - Vedere dinspre Muntele Ghiţu

Dealul Chiciora este cel mai înalt deal din România, cu o altitudine de 1218 m. Face parte din Subcarpații Getici și se află între văile Argeșului și Vâlsanului. 
Se învecinează la nord cu Masivul Ghițu. 
Teritorial este situat pe raza Comunei Corbeni, la hotarul cu Comuna Brăduleț, Argeș.

### Căi de acces
Pe dealul Chiciora nu se găsesc așezări omenești, dar este străbătut de un drum forestier destul de bun, pe care se intră din DN7C Transfăgărășan în dreptul satului Oești Pământeni, din Corbeni, Argeș. Acest drum străbate dealul Chiciora de la sud, până la Nord, unde se află satul Tulburea, tot din Corbeni. El se bifurcă spre est până la Brădetu și spre nord până la Pârtia Molivișu.
Este un deal acoperit de păduri de fag, dar și de pășuni. El deservește cu partea vestică locuitorii din Corbeni, și cu partea estică locuitorii din satul Galeșu, din Brăduleț, Argeș.

### Curiozități
Înspre vârful acestui deal izvorăște un pârâu cu numele Vârteaja, nume cu care mai este numit de localnici dealul Chiciora. Are o apă foarte bună de băut. El se scurge spre vest, unde se unește cu Valea Stricii (Strica), a cărei apă este foarte rea. De aici și numele ei. Își urmează cursul până în Râul Argeș.